# Temtem
Temtem ist ein MMORPG aus dem Jahr 2020, welches von dem spanischen Entwicklungsstudio CremaGames entwickelt und von Humble Bundle vermarktet wurde. Das Spiel wurde am 21. Januar 2020 im Early Access auf Steam für Microsoft Windows veröffentlicht. Am 8. Dezember 2020 folgte die Early-Access-Version für die PlayStation 5. Die weltweite, vollständige Veröffentlichung erfolgte am 6. September 2022 und neben den bereits erwähnten Systemen wurde Temtem auch für Xbox Series X/S und Nintendo Switch veröffentlicht.
Im Spiel schlüpfen die Spieler in die Rolle eines Temtem-Novizen, der seine Reise um die sechs Inseln des Fliegenden Archipels aufnimmt, während er sich der Bedrohung durch den Clan Belsoto stellt, der vorhat, die Inseln mit Gewalt zu beherrschen. Temtems sind Kreaturen, die der Spieler trainieren kann und den 12 Elemententypen zugeordnet werden können.

## Spielprinzip
Das Gameplay von Temtem ist weitgehend von der Pokémon-Serie inspiriert. Die Spieler erkunden das Gebiet der sechs Inseln des Fliegenden Archipels, erobern die gleichnamigen Temtem-Kreaturen und führen mit ihnen Kämpfe gegen andere Temtems durch. Temtems können Fähigkeiten erlernen und verfügen über Kampf- und Special-Fähigkeiten. Sie gehören zu einem von 12 Elementtypen, die jeweils über unterschiedliche Eigenschaften verfügen.
In den Kampf können die Spieler alleine oder als Team gegen Nicht-Spieler-Charaktere (Player versus Environment) oder gegen andere Mitspieler antreten (Player versus Player). Um im Spiel voranzukommen, muss der Spieler außerdem Quests absolvieren und Dialoge mit den Bewohnern führen. Des Weiteren kann der Spieler seinen eigenen Charakter und sein Haus gestalten und anpassen. Derzeit (Stand Jan. 2020) gibt es mehr als 80 Temtems, und bis zur Veröffentlichung soll es über 161 geben.

## Entwicklung und Veröffentlichung
Das Spiel wurde am 21. Januar 2020 als Early-Access-Titel auf Steam veröffentlicht. Weitere Versionen von Temtem sind für die PlayStation 5, Xbox Series X/S und Nintendo Switch für das Jahr 2021 geplant. Die Entwicklung für anfangs geplante Versionen auf der PlayStation 4 sowie der Xbox One wurde eingestellt. Das Spiel wurde mit der Unity-Engine erstellt. Zwischen Mai bis Juni 2018 wurde das nötige Geld für die Entwicklung mithilfe der Crowdfunding-Plattform Kickstarter gesammelt. Insgesamt kamen dabei 573.939 US-Dollar zusammen, wobei das ursprüngliche Ziel bei 70.000 US-Dollar lag. Das Spiel wird regelmäßig ausgebaut und um neue Temtems erweitert. Die fertige Version soll im 2. oder 3. Quartal von 2021 erscheinen.

## Rezeption
Das Spiel ist von Game Freaks Pokémon-Reihe inspiriert, dessen Spiele bisher mit Ausnahme von Pokémon Go nur auf Nintendo-Konsolen erschienen sind. Temtem schließt diese Lücke, indem das Spiel vermehrt auf PC-Spieler setzt und später auch Spieler von anderen Konsolen anlocken will. Des Weiteren waren einige Spieler von den zuvor erschienenen Spielen Pokémon Schwert und Schild enttäuscht, weswegen sie in Temtem eine Alternative sehen. Gleichzeitig wird auch kritisiert, wie stark das Spiel von der Reihe kopiert.
Im Gegensatz zu Pokémon sind die Kämpfe jedoch rein online und verbinden das Konzept mit MMO-Elementen. Außerdem wird mehr Wert auf Taktik und dem Erlernen von Fähigkeiten gelegt als auf ein Zufallsprinzip, was das Gameplay herausfordernder macht. Am Spiel werden außerdem die Dialoge, der Humor und die ständige Erweiterung und Verbesserung durch die Entwickler gelobt. Der Grafikstil des Spiels ist Anime-Spielen nachempfunden und in Cel-Shading gehalten.
Da sich das Spiel noch in der Entwicklung befindet, sind allerdings noch einige Spielfehler vorhanden. Außerdem kam es bei den hohen unerwarteten und plötzlichen Ansturm von Spielern nach der Veröffentlichung zu Serverproblemen. Auf Reddit reagierten einige Spieler humoristisch mit Memes auf die Spielfehler.
Auf Steam erhielt das Spiel überwiegend positive Wertungen und erreichte schnell hohe Spielerzahlen auf der Plattform.